# Wyż syberyjski

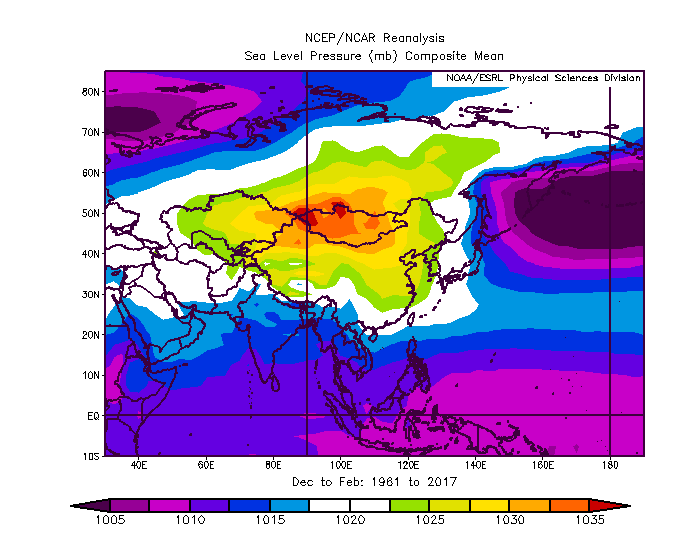
Rozkład średniego ciśnienia atmosferycznego nad poziomem morza nad obszarem Azji w miesiącach zimowych 1961-2017 zgodnie z ponowną analizą NCEP/NCAR.

Wyż syberyjski – zimne i suche powietrze zalegające w rejonie Azji przez większość roku. 
Wyż syberyjski jest najsilniejszy w zimie, kiedy temperatura w centrum wyżu wynosi często około -40 °C, a ciśnienie atmosferyczne dochodzi do 1040 hPa.
Wyż syberyjski jest silnym półpermanentnym ośrodkiem wysokiego ciśnienia na półkuli północnej. Tak duża masa ciężkiego powietrza blokuje wtedy zmiany cyrkulacji atmosferycznej.